# Christian Gebhardt
Christian Gebhardt (* 20. August 1990 in Oelsnitz/Vogtl.) ist ein deutscher Sänger, Moderator und Entertainer.

## Karriere
Im November 2000 stand er zum ersten Mal in Reichenbach/Vogtl. auf der Bühne und gewann die Kinderversion eines Talentwettbewerbs der Weiß-Grünen Parade der Volksmusik. Der Gewinner dieses Wettbewerbes gewann – neben einer ersten eigenen Tonproduktion – einen Auftritt bei „Achims Hitparade“. Dort nahm Gebhardt im Jahr 2001 mit dem Titel Ein klaaner Indianer teil und gewann. Im Jahr 2002 siegte Gebhardt mit dem Titel Mama, ich schenke dir die Sterne erneut bei diesem Wettbewerb. Es folgten erste Auftritte an der Ostküste der USA, woraufhin auch das Medieninteresse an Gebhardt weiter stieg (u. a. TV-Beiträge ARD, ZDF, RTL, Sat1).
Sein Debüt als Moderator gab er im Jahr 2003 bei der „Herbert-Roth-Preis“-Gala im MDR-Fernsehen, die er bis 2011 einmal jährlich mit Romy, Manuela Wolf und Reinhard Mirmseker moderierte.
Beim „Grand Prix der Volksmusik 2004“ erreichte er mit dem Titel „Mein kleiner Blumenstrauß“ den 2. Platz beim deutschen Vorentscheid im ZDF und trat als einer von vier deutschen Teilnehmern beim internationalen Finale an.
Im Jahr 2005 hatte Gebhardt einen Auftritt in der Show „TV-Total“, wo er, gemeinsam mit Stefan Raab sein Lied „Ich bin ein echter Countryboy“ präsentierte.
Zwischen 2005 und 2008 trat Gebhardt neben seiner Solo-Karriere im Duo „Romy & Christian“ auf. Mit den Evergreens Vom Stadtpark die Laternen und Die süßesten Früchte siegte das Duo 2005 und 2006 bei „Achims Hitparade“.
Neben seiner Solo-Karriere widmet sich Gebhardt auch anderen musikalischen Projekten. So war er Mitbegründer und Schlagzeuger der Band „RockVillage“ (2007–2010) und ist Keyboarder und Frontmann der Band „Mr. Jones“ (2011– heute) und Sänger des Duos „BroMotion“ (2016 – heute).

## Privates
Zwischen 2009 und 2012 absolvierte Gebhardt eine Ausbildung zum Verwaltungsfachangestellten im öffentlichen Dienst. Er hat sich in der Folge als Verwaltungsfachwirt weiterqualifiziert.
Er ist seit 2017 verheiratet und hat zwei Kinder.

## Diskografie

### Alben
- 2002 Christian Gebhardt – „Mama, ich schenke dir die Sterne“

- 2004 Christian Gebhardt – „Alle schönen Dinge dieser Welt“

- 2005 Christian Gebhardt – „Sternzeichen Glückskind“

- 2007 Christian Gebhardt – „Sterne der Liebe“

- 2007 Romy & Christian – „1000 Fragen an die Liebe“

- 2009 Christian Gebhardt – „Oh Mann, oh Mann“

- 2010 Christian Gebhardt – „Herz in Not“

- 2013 Christian Gebhardt – “Scharf wie Chili”[2]

- 2020 Christian Gebhardt – „BroMotion“

### Maxi-CD
- 2001 Christian Gebhardt – „Ein klaaner Indianer“

- 2004 Christian Gebhardt – „Mein kleiner Blumenstrauß“

- 2005 Christian Gebhardt – „Ich bin ein echter Country-Boy“

- 2013 Christian Gebhardt – „Sing mei Sachse sing“[2]